# Anna di Isenburg e Büdingen
Anna di Isenburg e Büdingen (Büdingen, 10 febbraio 1886 – Detmold, 8 febbraio 1980) è stata principessa consorte di Lippe dal 1922 al 1949, come moglie di Leopoldo IV.

## Biografia

### Nascita
Era la più giovane dei figli del principe Bruno e della sua seconda moglie, la contessa Berta di Castell-Rüdenhausen.

### Matrimonio
Anna sposò prima il conte Ernesto di Lippe-Weissenfeld, sestogenito e più giovane dei figli maschi del conte Francesco e della baronessa Marie von Beschwitz, il 21 novembre 1911 al Castello di Büdingen.
Anna ed Ernesto ebbero una sola figlia femmina prima che il marito rimanga ucciso a Gołdap sul fronte orientale, durante la prima guerra mondiale l'11 settembre 1914.
Anna si sposò una seconda volta con Leopoldo IV di Lippe, il 26 aprile 1922 a Büdingen.

### Morte
Morì nel 1980, due giorni prima del suo novantaquattresimo compleanno.

## Discendenza
Anna di Isenburg e Büdingen ed Ernesto di Lippe-Weissenfeld ebbero una figlia:
- Principessa Eleonora di Lippe-Weissenfeld (nata l'11 agosto 1913 a Dresda; morta il 19 ottobre 1964 a L'Aia)[1][2]

∞ Sweder, Conte di Rechteren-Limpurg (1910-1972) il 19 maggio 1935 a Detmold, divorziati nel 1944
- Adolph Roderik Ernst Leopold, Conte di Rechteren-Limpurg (nato il 25 novembre 1938)
- Anna Pia Amalaswintha, Contessa di Rechteren-Limpurg (nata il 27 settembre 1940)

∞ Conte Hans Günter di Solms-Laubach (nato il 26 giugno 1927 a Monaco di Baviera) , ha avuto due figli
Con il secondo marito Leopoldo IV di Lippe ebbe un figlio:
- Armin Leopold Ernst Bruno Heinrich Willa August, Principe di Lippe (1924–2015))[1][2]

∞ Traute Becker (nata il 16 febbraio 1925 a Hänigsen) il 27 marzo 1953 a Gottinga
- Stephan Leopold Justus Richard, Principe di Lippe (nato il 24 maggio 1959)

∞ Contessa Maria di Solms-Laubach (nata il 12 agosto 1968 a Francoforte sul Meno) il 13 ottobre 1994, hanno cinque figli

## Titoli e trattamento
- 10 febbraio 1886 - 21 novembre 1911: Sua Altezza Serenissima Principessa Anna di Ysenburg e Büdingen
- 21 novembre 1911 - 28 febbraio 1916: Sua Altezza Serenissima Contessa Anna di Lippe-Weissenfeld, Principessa di Ysenburg e Büdingen
- 28 febbraio 1916 - 26 aprile 1922: Sua Altezza Serenissima Principessa Anna di Lippe-Weissenfeld
- 26 aprile 1922 - 30 dicembre 1949: Sua Altezza Serenissima La Principessa di Lippe
- 30 dicembre 1949 - 8 febbraio 1980: Sua Altezza Serenissima La Principessa Madre di Lippe

## Ascendenza
|                                           |                                            |                                               | Genitori                                    |  |  | Nonni |  |  | Bisnonni                                  |  |  | Trisnonni                              |  |
|                                           |                                            |                                               |                                             |  |  |       |  |  | Ernst Casimir I von Ysenburg und Büdingen |  |  | Ernst Casimir zu Ysenburg und Büdingen |  |
|                                           |                                            |                                               |                                             |  |  |       |  |  | Ernst Casimir I von Ysenburg und Büdingen |  |  | Ernst Casimir zu Ysenburg und Büdingen |  |
|                                           |                                            | Eleonore zu Bentheim und Steinfurt            |                                             |  |  |       |  |  | Ernst Casimir I von Ysenburg und Büdingen |  |  |                                        |  |
| Ernst Casimir II zu Ysenburg und Büdingen |                                            |                                               |                                             |  |  |       |  |  | Ernst Casimir I von Ysenburg und Büdingen |  |  |                                        |  |
|                                           |                                            | Ferdinande zu Erbach-Schönberg                | Gustav Ernst zu Erbach-Schönberg            |  |  |       |  |  |                                           |  |  |                                        |  |
|                                           |                                            | Ferdinande zu Erbach-Schönberg                | Gustav Ernst zu Erbach-Schönberg            |  |  |       |  |  |                                           |  |  |                                        |  |
|                                           |                                            | Ferdinande zu Erbach-Schönberg                | Henriette Christiane zu Stolberg-Stolberg   |  |  |       |  |  |                                           |  |  |                                        |  |
| Bruno zu Isenburg und Büdingen            |                                            | Ferdinande zu Erbach-Schönberg                |                                             |  |  |       |  |  |                                           |  |  |                                        |  |
|                                           |                                            | Albrecht zu Erbach-Fürstenau                  | Christian Karl zu Erbach-Fürstenau          |  |  |       |  |  |                                           |  |  |                                        |  |
|                                           |                                            | Albrecht zu Erbach-Fürstenau                  | Christian Karl zu Erbach-Fürstenau          |  |  |       |  |  |                                           |  |  |                                        |  |
|                                           |                                            | Albrecht zu Erbach-Fürstenau                  | Luise von Degenfeld-Schonburg               |  |  |       |  |  |                                           |  |  |                                        |  |
| Thekla zu Erbach-Fürstenau                |                                            | Albrecht zu Erbach-Fürstenau                  |                                             |  |  |       |  |  |                                           |  |  |                                        |  |
|                                           |                                            | Emilie zu Hohenlohe-Ingelfingen               | Friedrich Ludwig zu Hohenlohe-Ingelfingen   |  |  |       |  |  |                                           |  |  |                                        |  |
|                                           |                                            | Emilie zu Hohenlohe-Ingelfingen               | Friedrich Ludwig zu Hohenlohe-Ingelfingen   |  |  |       |  |  |                                           |  |  |                                        |  |
|                                           |                                            | Emilie zu Hohenlohe-Ingelfingen               | Amalie von Hoym                             |  |  |       |  |  |                                           |  |  |                                        |  |
| Anna von Isenburg und Büdingen            |                                            | Emilie zu Hohenlohe-Ingelfingen               |                                             |  |  |       |  |  |                                           |  |  |                                        |  |
|                                           | Christian Friedrich zu Castell-Rüdenhausen | Christian Friedrich Carl zu Castell-Remlingen |                                             |  |  |       |  |  |                                           |  |  |                                        |  |
|                                           | Christian Friedrich zu Castell-Rüdenhausen | Christian Friedrich Carl zu Castell-Remlingen |                                             |  |  |       |  |  |                                           |  |  |                                        |  |
|                                           | Christian Friedrich zu Castell-Rüdenhausen | Catharina Hedwig zu Castell-Rüdenhausen       |                                             |  |  |       |  |  |                                           |  |  |                                        |  |
| Adolf zu Castell-Rüdenhausen              | Christian Friedrich zu Castell-Rüdenhausen |                                               |                                             |  |  |       |  |  |                                           |  |  |                                        |  |
|                                           |                                            | Luise Karoline zu Ortenburg                   | Karl Albrecht von Ortenburg                 |  |  |       |  |  |                                           |  |  |                                        |  |
|                                           |                                            | Luise Karoline zu Ortenburg                   | Karl Albrecht von Ortenburg                 |  |  |       |  |  |                                           |  |  |                                        |  |
|                                           |                                            | Luise Karoline zu Ortenburg                   | Christiane Luise zu Salm-Gaugrehweiler      |  |  |       |  |  |                                           |  |  |                                        |  |
| Bertha zu Castell-Rüdenhausen             |                                            | Luise Karoline zu Ortenburg                   |                                             |  |  |       |  |  |                                           |  |  |                                        |  |
|                                           |                                            | Karl Philipp Friedrich von Thüngen            | Hans Carl Philipp von Thüngen               |  |  |       |  |  |                                           |  |  |                                        |  |
|                                           |                                            | Karl Philipp Friedrich von Thüngen            | Hans Carl Philipp von Thüngen               |  |  |       |  |  |                                           |  |  |                                        |  |
|                                           |                                            | Karl Philipp Friedrich von Thüngen            | Juliane Wilhelmine von Stein zum Altenstein |  |  |       |  |  |                                           |  |  |                                        |  |
| Friederike Marie Christiane von Thüngen   |                                            | Karl Philipp Friedrich von Thüngen            |                                             |  |  |       |  |  |                                           |  |  |                                        |  |
|                                           |                                            | Sophie Auguste Natalie von Thümmel            | Moritz August von Thümmel                   |  |  |       |  |  |                                           |  |  |                                        |  |
|                                           |                                            | Sophie Auguste Natalie von Thümmel            | Moritz August von Thümmel                   |  |  |       |  |  |                                           |  |  |                                        |  |
|                                           |                                            | Sophie Auguste Natalie von Thümmel            | Marie von Wangenheim                        |  |  |       |  |  |                                           |  |  |                                        |  |
|                                           |                                            | Sophie Auguste Natalie von Thümmel            |                                             |  |  |       |  |  |                                           |  |  |                                        |  |